# Ajdin
Ajdin je moško osebno ime.

## Izvor imena
Ajdin je muslimansko ime, ki je najbolj razširjrno med  Bošnjaki. Ime izvira iz turške besede ajdin v pomenu »sijajen, svetel, jasen, srečen«. V Slovenijo je prišlo z priseljenci iz Bosne.

## Pogostost imena
Po podatkih Statističnega urada Republike Slovenije je bilo na dan 31. decembra 2007 v Sloveniji število moških oseb z imenom Ajdin: 118.